# 2003 Mycube배 온게임넷 스타리그
2003 Mycube배 온게임넷 스타리그는 2003년에 진행된 스타리그이다.

## 대회 정보
- 대회 정보: 2003년 8월 1일 ~ 2003년 11월 9일
- 스폰서 캐치프레이즈: 스마트폰의 시작 마이큐브
- 최초의 야구장 결승전
- 사상 첫 같은 종족간 결승전 (프로토스 VS 프로토스)
- 스타리그 최초의 8강 투어 시작
- 8강 투어 장소 : 부산 경성대학교
- 최초로 4강에 프로토스 3명 (박용욱, 강민, 박정석)
- 박용욱 역대 가을의전설중에 동족잡고 우승한 최초의 프로토스 (악마토스의 시대 개막)
- 박용욱 3번째 가을의전설 이룸 횟수로는 4번째(2000년김동수-2001년김동수-2002년박정석-2003년박용욱)
- 명경기 탄생 (임요환VS도진광 16강C조)
- 테란 4강 진출 실패
- 스타리그 엠블럼, 로고, 캐치프레이즈 도입
- 최초로 스타리그 오프닝에 선수들이 직접 등장하는 기법 도입
- 맵 이름에 스폰서 명칭 추가 - Paradoxxx (Mycube) - 최초의 본진 2가스 맵
- 결승장소 : 서울 잠실 야구장 (초대가수 : 체리필터)

## 예선 통과자
| A조                | B조            | C조            | D조            | E조            | F조            |
| ------------------ | -------------- | -------------- | -------------- | -------------- | -------------- |
| 장진남, 김선기     | 박정석, 도진광 | 강 민, 이주영  | 김정민, 임성춘 | 김연국, 손승완 | 정재호, 나경보 |
| G조                | H조            | I조            | J조            | K조            | L조            |
| 심성수, 빅터구센즈 | 김성제, 성준모 | 이재항, 김근백 | 임균태, 주진철 | 변길섭, 신정민 | 나도현, 김경환 |

## 2003 1차 챌린지리그
- 24강 풀리그 방식 → 24강 원데이 듀얼방식
- 승자조 승자 (조 1위)는 듀얼토너먼트에 진출과 동시에 A조와 B조로 나눠서 더블 풀리그로 진행한다.
- 최종전 승자 (조 2위)는 듀얼토너먼트에 진출한다.
- 순위결정전에서 각 조 1위를 한 선수는 결승전(스타리그 4번 시드 결정전)에 진출한다.
- 5전 3선승제로 진행하여, 승자가 스타리그 4번 시드를 획득한다.

| 조  | Match1 | Match1 | Match2 | Match2     | 승자전 | 승자전 | 패자전 | 패자전     | 최종전 | 최종전 |
| A조 | 심성수 | 김근백 | 김연국 | 빅터구센즈 | 심성수 | 김연국 | 김근백 | 빅터구센즈 | 김근백 | 김연국 |
| B조 | 정재호 | 김정민 | 손승완 | 신정민     | 손승완 | 정재호 | 신정민 | 김정민     | 정재호 | 신정민 |
| C조 | 변길섭 | 임균태 | 주진철 | 강민       | 주진철 | 변길섭 | 강민   | 임균태     | 강민   | 변길섭 |
| D조 | 장진남 | 나도현 | 이주영 | 김성제     | 이주영 | 장진남 | 김성제 | 나도현     | 장진남 | 김성제 |
| E조 | 도진광 | 성준모 | 박정석 | 김경환     | 박정석 | 도진광 | 김경환 | 성준모     | 도진광 | 김경환 |
| F조 | 나경보 | 김선기 | 임성춘 | 이재항     | 나경보 | 임성춘 | 김선기 | 이재항     | 김선기 | 임성춘 |

### 최종 1위 결정전
| A조    | A조     | B조    | B조     |
| ------ | ------- | ------ | ------- |
| 심성수 | 2승 2패 | 나경보 | 3승 1패 |
| 주진철 | 4승     | 이주영 | 2승 2패 |
| 손승완 | 0승 4패 | 박정석 | 1승 3패 |

|  | 결승전 |        |   |
|  |        |        |   |
|  | 주진철 | 주진철 | 3 |
|  | 나경보 | 나경보 | 2 |

## 1차 듀얼토너먼트 진출자
- 테란 : 심성수, 김선기
- 저그 : 주진철(스타리그 자동 진출), 김근백, 정재호, 이주영, 장진남, 나경보
- 프로토스 : 손승완, 강민, 박정석, 도진광

## 핫브레이크 2003 1차 듀얼토너먼트
| 조  | Match1 | Match1 | Match2   | Match2 | 승자전 | 승자전   | 패자전 | 패자전 | 최종전   | 최종전 |
| A조 | 박용욱 | 이운재 | 전태규   | 정재호 | 박용욱 | 전태규   | 정재호 | 이운재 | 전태규   | 정재호 |
| B조 | 도진광 | 강도경 | 나경보   | 김현진 | 도진광 | 나경보   | 김현진 | 강도경 | 김현진   | 나경보 |
| C조 | 이윤열 | 이주영 | 강민     | 장진수 | 이윤열 | 강민     | 이주영 | 장진수 | 강민     | 이주영 |
| D조 | 박상익 | 장진남 | 심성수   | 이재훈 | 박상익 | 심성수   | 장진남 | 이재훈 | 장진남   | 심성수 |
| E조 | 조용호 | 김선기 | 박정석   | 성학승 | 조용호 | 박정석   | 성학승 | 김선기 | 박정석   | 성학승 |
| F조 | 박경락 | 김근백 | 베르트랑 | 손승완 | 박경락 | 베르트랑 | 김근백 | 손승완 | 베르트랑 | 김근백 |

## 16강

### 출전 선수
| 종족     | 명 | 이름                                      |
| 테란     | 5  | 김현진 베르트랑 서지훈 이윤열 임요환      |
| 저그     | 6  | 박경락 박상익 장진남 조용호 주진철 홍진호 |
| 프로토스 | 5  | 강민 도진광 박용욱 박정석 전태규          |

### 본경기
16강 조추첨에 따라 결정된 조에 따라서 선수당 한 경기씩 총 세 경기를 펼치게 되며, 한 조로 볼 때 총 여섯 경기를 치르게 된다.
| A조    | A조     | B조    | B조     | C조    | C조     | D조      | D조     |
| ------ | ------- | ------ | ------- | ------ | ------- | -------- | ------- |
| 서지훈 | 1승 2패 | 홍진호 | 2승 1패 | 임요환 | 1승 2패 | 주진철   | 0승 3패 |
| 전태규 | 3승 0패 | 강민   | 2승 1패 | 박정석 | 3승 0패 | 박경락   | 2승 1패 |
| 장진남 | 1승 2패 | 이윤열 | 2승 1패 | 도진광 | 1승 2패 | 베르트랑 | 1승 2패 |
| 김현진 | 1승 2패 | 조용호 | 0승 3패 | 박상익 | 1승 2패 | 박용욱   | 3승 0패 |

### 재경기
상위/하위 3인의 승패가 동률인 경우에는 삼자재경기를 통해 올라갈 선수를 가리게 된다.
- 재경기는 비방송 경기로 진행되어 2003년 9월 8일에 진행되었다. (2003년 9월 12일에는 리플레이를 통한 중계로 방송)

| A조    | A조     | B조    | B조     | C조    | C조     |
| ------ | ------- | ------ | ------- | ------ | ------- |
| 서지훈 | 2승 0패 | 홍진호 | 2승 0패 | 임요환 | 2승 0패 |
| 장진남 | 0승 2패 | 강민   | 1승 1패 | 도진광 | 0승 1패 |
| 김현진 | 1승 1패 | 이윤열 | 0승 2패 | 박상익 | 0승 1패 |

## 8강

### 본경기
8강 조추첨에 따라 결정된 조에 따라서 한 선수가 한 경기씩 총 세 경기를 펼치게 되며, 한 조로 볼 때 총 여섯 경기를 치르게 된다.
| A조    | A조     | B조    | B조     |
| ------ | ------- | ------ | ------- |
| 전태규 | 1승 2패 | 홍진호 | 1승 2패 |
| 박용욱 | 1승 2패 | 박정석 | 2승 1패 |
| 강민   | 3승 0패 | 서지훈 | 1승 2패 |
| 임요환 | 1승 2패 | 박경락 | 2승 1패 |

### 재경기
상위/하위 3인의 승패가 동률인 경우에는 삼자재경기를 통해 올라갈 선수를 가리게 된다.
| A조    | A조     |
| ------ | ------- |
| 전태규 | 0승 1패 |
| 박용욱 | 2승 0패 |
| 임요환 | 0승 1패 |

## 4강 ~
|  | 준결승전 | 준결승전 | 준결승전 |  |  | 결승전 | 결승전 | 결승전 |
|  |          |          |          |  |  |        |        |        |
|  | A1       | 강민     | 3        |  |  |        |        |        |
|  | B2       | 박정석   | 2        |  |  |        |        |        |
|  |          |          |          |  |  | W1     | 강민   | 1      |
|  |          |          |          |  |  | W2     | 박용욱 | 3      |
|  | A2       | 박용욱   | 3        |  |  |        |        |        |
|  | B1       | 박경락   | 0        |  |  | 3위    | 3위    | 3위    |
|  |          |          |          |  |  |        |        |        |
|  |          |          |          |  |  | L1     | 박정석 | 2      |
|  |          |          |          |  |  | L2     | 박경락 | 3      |

- 박경락은 박용욱과의 4강전 3세트를 테란으로 치렀다.

## 우승
| 2003 Mycube배 온게임넷 스타리그 우승 |
| ------------------------------------ |
| 박용욱 (첫 번째 우승)                |

## 대회 결과
- 우승 박용욱, 준우승 강민, 3위 박경락, 4위 박정석

## 사용 맵 정보
| 종족   | Guillotine | Paradoxxx_Mycube | Sin Gaema Gowon | Nostalgia |
| ------ | ---------- | ---------------- | --------------- | --------- |
| 인원   | 4          | 2                | 4               | 4         |
| P vs Z | 3:2        | 3:0              | 4:1             | 1:2       |
| Z vs T | 1:2        | 0:2              | 1:1             | 4:2       |
| T vs P | 0:3        | 4:4              | 1:3             | 0:1       |
| Z vs Z | 0번        | 2번              | 1번             | 0번       |
| T vs T | 1번        | 0번              | 0번             | 1번       |
| P vs P | 4번        | 2번              | 3번             | 4번       |